# Жан I де Монморанси-Вастин
Жан I де Монморанси (фр. Jean I de Montmorency; 3 марта 1488, Орши — 1538), сеньор де Вастин — государственный деятель Испанских Нидерландов.

## Биография
Сын Ожье де Монморанси, сеньора де Вастин, и Анны де Вандежи. Получил имя в честь двоюродного дяди, Жана де Нивеля, бывшего его крестным отцом.
Унаследовал от матери сеньории Берсе, Вандежи, Сантен, Ла Бош. Наследовал отцу в 1523.
Был конюшим и первым виночерпием эрцгерцога Филиппа Австрийского, ставшего позднее королём Испании Филиппом II.

## Семья
Жена (28.01.1518): Анна де Блуа-Трелон (ум. 9.02.1558), дочь Луи де Блуа, сеньора де Трелон, и Жанны де Линь
Дети:
- Франсуа де Монморанси-Вастин (ум 1594). Жена 1) (30.04.1550): Элен Вилен, дама д'Эстерр, дочь Адриана III Вилена, сеньора Рассенгена, вице-адмирала Нидерландов, и Маргариты де Ставель, дамы д'Изенген; 2) Жаклин де Рекур, дочь Франсуа де Рекура и Барб де Сент-Омер
- Жанна де Монморанси, дама де Варли. Муж (5.06.1538): Антуан де Монтиньи, сеньор де Нуайель
- Анна де Монморанси. Муж (1.10.1550): Никола де Ла Оль, сеньор де Гремовиль
- Мария де Монморанси (ум. 13.03.1605), приоресса аббатства в Лилле
- Мишель де Монморанси. Муж: Жак де Боден, сеньор де Мовиль